# ナニワ4匹のおっちゃん珍道中
『ナニワ4匹のおっちゃん珍道中』（ナニワよんひきのおっちゃんちんどうちゅう）は、2015年3月7日と2016年3月19日にテレビ大阪で放送された旅バラエティ番組である。

## 概要
西川きよし、坂田利夫、月亭八方、大木こだまの4人が繰り広げる、1泊2日のドライブ旅の模様を放送。各回ともに、兵庫県の温泉街を宿泊先かつ旅の目的地としていた。主な移動手段はミニバン型のレンタカーで、出演メンバーのいずれか1人が運転手を務めた。

## 放送リスト

### 第1回
- タイトル：『ナニワ4匹のおっちゃん珍道中』
- 放送日時：2015年3月7日（土曜） 15:00 - 16:24
- 宿泊先：湯村温泉（兵庫県美方郡新温泉町）

### 第2回
- タイトル：『ナニワ4匹のおっちゃん珍道中 in 淡路島』
- 放送日時：2016年3月19日（土曜） 14:00 - 15:24
- 宿泊先：洲本温泉（兵庫県洲本市）

## スタッフ

### 第2回
- ナレーション：毛利聡子
- カメラ：岸克二（イングス）、新原志保美（トラッシュ）
- 音声：本城宣彰（トラッシュ）
- CA：中田広伸、前川沙恵子
- ロケ車両：立山征夫（フォレスト）、中尾正伸（フォレスト）、大森好行（フォレスト）
- 編集：仁部貴史（イングス）、小野悟嗣（イングス）
- MA：衛藤恒明（戯音工房）
- タイトル：吉原裕樹（イングス）
- 編成：加藤あゆみ（テレビ大阪）
- 宣伝：木村壮一郎（テレビ大阪）
- WEB：熊谷和久（テレビ大阪）
- 撮影協力：海月館
- 技術協力：トラッシュ、フォレスト、戯音工房
- 協力：吉本興業
- AD：西村侑加、植川莉衣
- ディレクター・演出：繁澤公（江戸堀本舗）
- 制作協力：イングス
- プロデューサー：船橋裕士（テレビ大阪）、磯田貴彦（イングス）
- チーフプロデューサー：清原寛（テレビ大阪）
- 製作著作：テレビ大阪